# Список потерь Ми-8 и его модификаций за 1968—1979 годы
Список потерянных Ми-8 всех модификаций (включая Ми-9, -14, -17, -18, -19, -171 и -172) составлен по данным из открытых источников и учитывает только авиационные происшествия или воздействие внешних сил, приведшие к утрате вертолёта или его списанию вследствие полученных повреждений.
Список не полный и не окончательный.

## Список аварий и катастроф
Зелёным цветом выделены потери при применении в вооружённых конфликтах, в том числе в контртеррористических операциях.
| № п/п | Дата            | Модификация / Бортовой номер | Место                                                                                | Жертвы / На борту | Краткое описание |
| ----- | --------------- | ---------------------------- | ------------------------------------------------------------------------------------ | ----------------- | --- |
| 1     | 22 июля 1968    | Ми-8 СССР-22511              | Ненецкий национальный округ, 110 км юго-западнее Нарьян-Мара                         | 5/8               | Выполнялся полёт по обслуживанию геологической экспедиции, на борту находились 3 члена экипажа и 5 пассажиров. Во время посадки на одной из площадок вертолёт перешёл в неуправляемое вращение, разрушился от удара об землю и сгорел. Все пассажиры погибли. Возможная причина — отказ системы управления хвостовым винтом. |
| 2     | 25 февраля 1969 | Ми-8Т СССР-22507             | Якутская АССР, 42 км от Алдана                                                       | 6/6               | Причиной лётного происшествия явилось разрушение лопастей несущего винта в воздухе (первоначально лопасти №2) из-за отказа системы управления вертолётом, приведшей к повышенным колебаниям лопастей и их ударам о двигатели. |
| 3     | 26 августа 1970 | Ми-8 СССР-22477              | Тюменская область, аэропорт Салехард                                                 | 7/7               | На борту находились 3 члена экипажа и 4 пассажира. Катастрофа произошла из-за конструктивных недостатков (усталостное разрушение болтов стыка хвостовой и концевой балок вследствие недостаточной надёжности этого стыка). |
| 4     | 29 января 1971  | Ми-8Т 628                    | Дунакеси                                                                             | 0/4               | Вертолёт ВВС Венгерской Народной Республики совершил грубую посадку. Машина получила значительные повреждения и была списана. В дальнейшем использовалась как учебное пособие в Военном авиационном колледже в Сольноке. |
| 5     | 2 сентября 1971 | Ми-8 СССР-22458              | Магаданская область, Ольский район, верховья реки Ланковая                           | 7/7               | Экипаж в условиях недостаточной видимости (низкая облачность) допустил столкновение вертолёта со склоном сопки. Все находящиеся на борту погибли. |
| 6     | 18 июня 1972    | МИ-8Т СССР-11072             | Свердловская область, Камышловский район, севернее села Квашнинское                  | 3/4               | Вероятная причина — отказ в работе системы управления вертолётом. |
| 7     | 19 августа 1972 | Ми-8 СССР-22520              | Якутская АССР, близ Ленска                                                           | 2/10              | В полёте разрушился главный редуктор. При выполнении аварийной посадки вертолёт с высоты деревьев упал на землю и разрушился. 2 пассажира погибли, остальные находившиеся на борту получили тяжелые травмы. |
| 8     | 9 января 1973   | Ми-8 СССР-22504              | Коми АССР, аэропорт Инта                                                             | 1/4               | При взлёте экипаж потерял пространственную ориентацию в поднятом винтами снежном вихре и, в нарушение РЛЭ, не предпринял дальнейший взлёт по приборам, а начал искать ориентиры на местности. В процессе поиска ориентиров КВС утратил контроль над пространственным положением машины и допустил касание рулевого винта о землю. Начавший разрушаться вертолёт полностью потерял управляемость, упал на землю и загорелся. При пожаре погиб служебный пассажир. |
| 9     | 21 марта 1973   | Ми-8 СССР-25264              | Ханты-Мансийский национальный округ, 25 км северо-восточнее Нижневартовска           | 2/5               | Разрушение главного редуктора из-за производственного брака. Вертолёт, перевозивший опору ЛЭП на внешней подвеске потерял управляемость и левым бортом ударился о землю, разрушился и сгорел. Погибли бортмеханик и служебный пассажир — рабочий-стропальщик. |
| 10    | 1 октября 1973  | Ми-8 СССР-25235              | Таджикская ССР, 35 км южнее Пенджикента                                              | 9/16              | Грубая ошибка КВС во время посадки на неподготовленную площадку. |
| 11    | 17 ноября 1973  | Ми-8 СССР-22191              | Таймырский (Долгано-Ненецкий) национальный округ, озеро Пясино                       | 8/8               | По заключению комиссии, предположительной причиной катастрофы явился отказ в управлении вертолётом, что привело к неотвратимой аварийной ситуации. |
| 12    | 30 мая 1974     | Ми-8Т 228                    | 2 км к югу от Балатональмади                                                         | 5/5               | Вертолёт ВВС Венгерской Народной Республики во время тренировочного полёта на малой высоте упал в озеро Балатон и затонул. |
| 13    | 13 июня 1974    | Ми-8 СССР-22450              | Ханты-Мансийский национальный округ, аэропорт Нефтеюганска                           | 14/19             | На борту находились 3 члена экипажа и 16 пассажиров (в том числе 3 детей). При взлёте из аэропорта Нефтеюганска произошло разрушение турбины левого двигателя, что вызвало последовавший пожар. При вынужденной посадке машина перевернулась и получила значительные повреждения. Спастись удалось лишь экипажу и женщине-пассажиру с ребёнком. |
| 14    | 27 июля 1974    | Ми-8 СССР-22189              | Ямало-Ненецкий национальный округ, 46 км севернее Тарко-Сале                         | 3/6               | Экипаж выполнял срочное задание по доставке больного из Уренгоя в Тарко-Сале. Вследствие нарушения правил производства полётов и ошибок экипажа при полёте в неблагоприятных метеоусловиях вертолёт потерпел катастрофу на реке Пур. Погибли бортмеханик, больной и сопровождающий. |
| 15    | 1 ноября 1974   | Ми-8Т СССР-25686             | Ханты-Мансийский национальный округ, в районе аэропорта Сургут                       | 24+14/24          | Из-за ошибки диспетчера полётов в 4,5 километрах от аэропорта Сургут столкнулись Ми-8Т и рейсовый самолёт Ан-2 СССР-70766. Все находившиеся на обеих машинах люди погибли. |
| 16    | 24 марта 1975   | Ми-8Т СССР-25820             | Коми АССР, Печорский район, близ Печоры                                              | 0/н.д.            | При заходе на посадку в условиях ограниченной видимости в тундре экипаж допустил потерю скорости и перетяжеление несущего винта, вызвавшее резкое снижение вертолёта. В дальнейшем экипаж с техникой пилотирования не справился, машина ударилась о землю и разрушилась. |
| 17    | 22 января 1976  | Ми-8Т 10422                  | озеро Балатон                                                                        | 3/3               | Вертолёт ВВС Венгерской Народной Республики. При тренировочном полёте в сложных метеоусловиях (обильный снегопад) попадание снега в двигатели вызвало их остановку. Машина упала в озеро, члены экипажа погибли из-за переохлаждения в холодной воде. |
| 18    | 11 февраля 1976 | Ми-8 СССР-22538              | Якутская АССР, 87 км от села Булун                                                   | 6/9               | Вертолёт пошёл на вынужденную посадку из-за пожара, вызванного разрушением турбины левого двигателя. Все пассажиры погибли, спаслись только члены экипажа. |
| 19    | 30 июля 1976    | Ми-8 СССР-22448              | Ханты-Мансийский национальный округ, 205 км от Сургута                               | 13/16             | Ошибка экипажа при выполнении посадки. Вертолёт заходил с повышенной скоростью, прошёл площадку на высоте 2-3 м, затем взмыл и, круто развернувшись влево, упал среди завалов леса. При столкновении произошёл взрыв и начался пожар. Погибли все пассажиры. |
| 20    | 26 августа 1976 | Ми-8 СССР-25928              | Ханты-Мансийский национальный округ, Нижневартовский район, 140 км восточнее Ларьяка | 2/12              | При взлёте с расположенной в лесу посадочной площадки экипаж совершил ошибки при пилотировании, в результате чего вертолёт не смог набрать высоту и столкнулся с деревьями. Погибли два пассажира, машина сгорела. |
| 21    | 30 июля 1977    | Ми-8 СССР-25556              | Ханты-Мансийский национальный округ, аэропорт города Белоярский                      | 17/17             | При взлёте произошло разрушение автомата перекоса несущего винта, вследствие чего винт отклонился назад и лопастями обрубило хвостовую балку. Вертолёт резко пошёл вниз и упал в болото в 1500 м севернее точки взлёта. Все находящиеся на борту погибли. |
| 22    | 29 октября 1977 | Ми-8 СССР-22441              | Якутская АССР, Горный район, 78 км юго-восточнее Сангара                             | 1/7               | Экипаж выполнял несанкционированный полёт с целью браконьерской охоты с воздуха на лосей. После отстрела двух животных была произведена посадка для погрузки туш на лёд в пойме реки Ситте. Бортмеханик, не определив толщину льда, дал команду на выключение двигателей. Спустя около минуты вертолёт левым колесом шасси провалился под лёд и начал крениться. Было принято решение запустить двигатели, что привело к опрокидыванию вертолёта на левый борт, при этом погиб один из пассажиров, которого придавило фюзеляжем. Машина погрузилась в воду на глубину 0,5 м частично разрушившись. |
| 23    | 17 мая 1978     | Ми-8Т H-06                   | н.д.                                                                                 | 12/н.д.           | Вертолёт ВВС Анголы пилотируемый кубинским экипажем в паре с ведомым осуществлял непосредственную поддержку ангольских войск, работая по противнику НУРС-ами с высоты 400 м. Огнём с земли у машины был пробит внешний топливный бак и началась утечка топлива, а пуск ракеты воспламенил его вызвав на борту пожар. В течение 5 минут экипаж подбирал место для вынужденной посадки, за это время огонь распространился по вертолёту и повредил органы управления. Машина потеряла управление и упала на землю. Погибли 2 члена экипажа и 10 военнослужащих ангольской армии. |
| 24    | 28 июня 1978    | Ми-8Т СССР-22515             | Хабаровский край, близ Комсомольска-на-Амуре                                         | 0/н.д.            | При эвакуации пожарных, тушивших лесной пожар, вертолёт попал в зону высоких температур, в результате чего упала тяга двигателей. Машина совершила грубую посадку и при дальнейшем распространении пожара была уничтожена огнём. Экипаж и десантники-пожарные были вывезены направленным к месту происшествия вертолётом. |
| 25    | 27 декабря 1978 | Ми-8Т СССР-22367             | ХМАО, Белоярский район, близ Ванзевата                                               | 0/8               | Во время полёта произошло разрушение главного редуктора из-за несовершенства конструкции масляного фильтра (самопроизвольно закрылись клапана и прекратилась подача масла в редуктор) с последующим отключением двигателей. Машина с большой вертикальной скоростью столкнулась с поверхностью замёрзшего болота и разрушилась. Бортмеханик и три пассажира получили тяжёлые травмы. |
| 26    | 27 января 1979  | Ми-8 СССР-25557              | ЯНАО, Красноселькуп                                                                  | 2/8               | При взлёте в условиях недостаточной видимости экипаж потерял пространственную ориентацию и допустил непреднамеренное снижение вертолёта. На удалении 120-140 м от точки начала взлёта машина столкнулась с землей и разрушилась. 2 пассажира погибли, остальные пассажиры и экипаж получили травмы различной степени тяжести. |
| 27    | 31 января 1979  | Ми-8 СССР-22207              | ХМАО, Нижневартовский район, Аган                                                    | 2/17              | Ошибка экипажа при взлёте из-за неверных действий которого во время взлёта вертолёт поднял снежный вихрь и создались условия недостаточной видимости. Пилотирующий машину КВС потерял пространственную ориентацию и допустил снижение вертолёта, который в 60 м от посадочной площадки ударился основными стойками шасси о заснеженный бруствер. КВС, считая что удар был нанесён передними стойками, резко отдал ручку «на себя», в результате чего лопасти несущего винта обрубили деформировавшуюся от нагрузки хвостовую балку. Машина, разрушаясь, упала на землю и через непродолжительное время загорелась. Находящиеся на борту эвакуировались, за исключением двух пассажиров, зажатых элементами конструкции. Одного из них удалось вытащить из-под обломков, но он скончался в больнице. Второй погиб в горевшем вертолёте. |
| 28    | 13 апреля 1979  | Ми-8 СССР-22549              | Сахалинская область, аэропорт Зональное                                              | 0/4               | При посадке после выполнения тренировочного полёта экипаж допустил высокую вертикальную скорость снижения. Машина грубо приземлилась и разрушилась, экипаж получил травмы различной степени тяжести. |
| 29    | 24 апреля 1979  | Ми-8 СССР-25968              | НАО, близ аэропорта Нарьян-Мар                                                       | 6/6               | Перед посадкой при висении над площадкой на высоте 10-20 м начались резкие повороты хвостовой балки вправо-влево, затем началось вращение вертолёта по часовой стрелке с нарастающей скоростью. Машина упала на левый борт и разрушилась. Один пассажир и три члена экипажа погибли при ударе. Второй пилот и другой пассажир доставлены в больницу в тяжелом состоянии, где оба скончались в тот же день. Возможной причиной катастрофы явилась потеря путевой управляемости вертолёта на висении из-за отказа в работе гидросистемы, в условиях которой экипаж с пилотированием не справился. Так же комиссией высказывались мнения об ошибке при пилотировании. |
| 30    | 30 июня 1979    | Ми-8 СССР-25785              | Украинская ССР, Крымская область, район аэродрома Заводское                          | 0/6               | Экипаж совершил вылет на осмотр сельхозугодий не убедившись в наличии необходимого количества топлива на борту. Через 24 минуты после взлёта в результате выработки горючего произошла остановка обоих двигателей. При вынужденной посадке вертолёт получил значительные повреждения. |
| 31    | 10 июля 1979    | Ми-8 СССР-25761              | ХМАО, вертодром Мегион-Северный                                                      | 6/21              | После отрыва от посадочной площадки и контрольного висения несмотря на значительный перегруз (на 912 кг из-за того, что заказчик полёта предоставил неверные данные, а экипаж не проконтролировал погрузку) КВС не прервал взлёт как того требует РЛЭ, а предпринял попытку набрать высоту. В результате во время разгона упали обороты несущего винта, машина упала на землю и разрушившись загорелась. Погибли КВС и три пассажира. Ещё два пассажира скончались в больнице спустя несколько дней. |
| 32    | 19 июля 1979    | Ми-8 СССР-25547              | Томская область, аэропорт Стрежевого                                                 | 3/3               | Сразу после взлёта начался пожар правого двигателя, вертолёт потерял управление и упал в тайгу в 500 м от ВПП. Причиной пожара стал прогар форсунки в камере сгорания двигателя. |
| 33    | 30 июля 1979    | Ми-8Т н.д.                   | провинция Пактика, Ургун                                                             | н.д./н.д.         | Вертолёт 373-го тап ВВС ДРА во время разгрузки уничтожен прямым попаданием мины. |
| 34    | 4 августа 1979  | Ми-8 СССР-25688              | Узбекская ССР, Ташкентская область, 27,5 км восточнее Пскема                         | 6/7               | При заходе на посадку на площадку, находящуюся на гребне отрога Пскемского хребта, вертолёт попал в нисходящий поток воздуха. Экипаж немедленно отреагировал, переведя двигатели на взлётный режим и увеличив тангаж, но столкновения избежать не удалось. Машина дважды ударялась стойками шасси о землю и в итоге, разрушаясь, скатилась вниз по склону хребта. Бортмеханика выбросило из вертолёта в открытый проём входной двери, остальные члены экипажа и пассажиры погибли. |
| 35    | 25 августа 1979 | Ми-8Т 275                    | провинция Кунар, Асмар                                                               | 0/н.д.            | Гарнизон Асмара перешёл на сторону антиправительственных сил и захватил прилетевший вертолёт ВВС ДРА. Экипажу удалось подкупить охрану и бежать, а машина была откачена на окраину кишлака и замаскирована. В марте 1980 года правительственные войска выбили моджахедов из Асмара и нашли этот вертолёт, но эвакуировать его оказалось невозможно. Тогда группа техников сняла с него все дефицитные агрегаты, а остальное бросили на месте. |
| 36    | 28 авг. 1979    | Ми-8Т н.д.                   | Джелалабад                                                                           | 0/н.д.            | Вертолёт ВВС ДРА. При посадке произошло рассоединение тросовой проводки рулевого винта. Машина перешла в неконтролируемое вращение и упала на землю. Экипаж госпитализирован с травмами различной степени тяжести. |
| 37    | 7 сентября 1979 | Ми-8 СССР-22225              | ЯНАО, Ямальский район, 160 км северо-западнее Мыса Каменного                         | 1/5               | При посадке на подобранную с воздуха площадку экипаж не убедился в достаточной плотности грунта, в результате чего правая стойка шасси провалилась в землю. КВС, вместо того что бы экстренно выключить двигатели, попытался взлететь. В дальнейшем, вращаясь с большой угловой скоростью, вертолёт зацепил лопастями несущего винта за землю, опрокинулся на правый борт и разрушился. Бортмеханик, пытаясь отбежать от опрокидывающейся машины, попал в зону вращения несущего винта и погиб. Остальные члены экипажа и пассажир получили незначительные травмы. |
| 38    | 26 сент. 1979   | Ми-8Т н.д.                   | провинция Кунар, близ Барикота                                                       | 0/н.д.            | Вертолёт 373-го тап ВВС ДРА. При посадке опрокинулся и получил значительные повреждения. |
| 39    | 14 октября 1979 | Ми-8 СССР-25927              | Якутская АССР, 150 км от Черского                                                    | 4/7               | В условиях плохой видимости (снег) экипаж потерял ориентацию, вертолёт совершил грубую посадку на лёд озера Чохия, проломил его и затонул. Все пассажиры погибли. |
| 40    | 13 ноября 1979  | Ми-8Т СССР-93925             | Куйбышевская область, аэродром Безымянка                                             | 1/4               | При выполнении тренировочного полёта на высоте 500-600 м вертолёт вошёл в облачность, в которой началось сильное обледенение воздушного судна. Экипаж с опозданием включил противообледенительную систему (ПОС), лёд попал в воздухозаборники обоих двигателей, что привело к их самовыключению. В районе четвертого разворота в режиме авторотации несущего винта экипаж произвел грубую посадку в овраге. Вертолет опрокинулся на борт и разрушился. Погиб проверяющий, старший пилот-инспектор . |